# Белоголовая оляпка
Белоголовая оляпка (лат. Cinclus leucocephalus) — вид певчих воробьиных птиц из семейства оляпковых (Cinclidae).

## Описание
Маленькая чёрная птичка с белыми пятнами.
Околоводный вид, обитает в Южной Америке (Боливия, Колумбия, Эквадор, Перу, Венесуэла). МСОП присвоила виду охранный статус «Вызывающие наименьшие опасения» (LC), то есть непосредственной угрозы его существованию не усматривается.